# Burdignin
 Burdignin  es una comuna y población de Francia, en la región de Auvernia-Ródano-Alpes, departamento de Alta Saboya, en el distrito de Thonon-les-Bains y cantón de Boëge.
Su población en el censo de 1999 era de 569 habitantes.
No está integrada en ninguna Communauté de communes u organismo similar.

## Demografía
| 312 | 313 | 371 | 306 | 439 | 569 |
| Para los censos de 1962 a 1999 la población legal corresponde a la población sin duplicidades (Fuente: INSEE [Consultar]) |     |     |     |     |     |